# Tidib
Tidib (russisch Тидиб) ist ein Dorf (Aul, offiziell Selo) im Rajon Schamil der nordkaukasischen Republik Dagestan in der Russischen Föderation.